# Rina Ketty
Rina Ketty (Cesarina Pichetto) (Sarzana, Ligúria, Itàlia, 1 de març de 1911 - Cannes, França, 23 de desembre de 1996) va ser una cantant francesa d'origen italià amb destacada activitat a França entre les dues guerres mundials.
Es va establir a París cap a 1930 i es va iniciar com a cantant de cabaret en el Lapin Agile, de Montmartre, on interpretava cançons de Théodore Botrel, Yvette Guilbert, Paul Delmet... El 1936 va enregistrar les seves primeres peces, per alguna de les quals obtingué el Grand Prix du disque. Després vingué la consagració amb "Sombreros et Mantilles" i, especialment, "J'attendrai", amb la qual es faria famosa, que eren dues adaptacions de sengles cançons espanyola i italiana, respectivament. Però la seva carrera es va veure interrompuda amb la Segona Guerra Mundial. Després la va reiniciar en el cabaret Alhambra.
El 1954 es va establir a Quebec i a Ontario; va tornar a França el 1965. Després de cantar uns anys al cabaret Don Camilo i al nou Alcàzar, de París, es va retirar a Cannes. Les seves cançons van ser interpretades per Gloria Lasso i Dalida, que van prende el relleu en el seu gènere.
El 1991 va ser condecorada amb la Legió d'Honor francesa.

### "J'attendrai"
La cançó que ella va popularitzar, "J'attendrai", que esdevingué emblemàtica a França i Europa durant la Segona Guerra Mundial, la sobrevisqué. Era una adaptació de Tornerai, una cançó italiana escrita per Nino Rastelli, amb música de Dino Olivieri, inspirada en el cor a boca tancada (final de l'acte II), de l'òpera Madame Butterfly, de Puccini. L'autor de la lletra francesa era Louis Poterat. La cantaren després d'ella Tino Rossi, Jean Sablon, Joséphine Baker, Gloria Lasso, Dalida, Roberto Alagna…